# Barbus catenarius
Barbus catenarius är en fiskart som beskrevs av Max Poll och Lambert, 1959. Barbus catenarius ingår i släktet Barbus och familjen karpfiskar. IUCN kategoriserar arten globalt som otillräckligt studerad. Inga underarter finns listade.